# Walter Grotrian
Walter Robert Wilhelm Grotrian (Aquisgrán, 21 de abril de 1890 - Potsdam, 3 de marzo de 1954) fue un astrónomo y astrofísico alemán. Su logro más notable fueron los Diagramas de Grotrian, que se siguen empleando para analizar las transiciones electrónicas entre distintos niveles de energía de los átomos.

## Semblanza

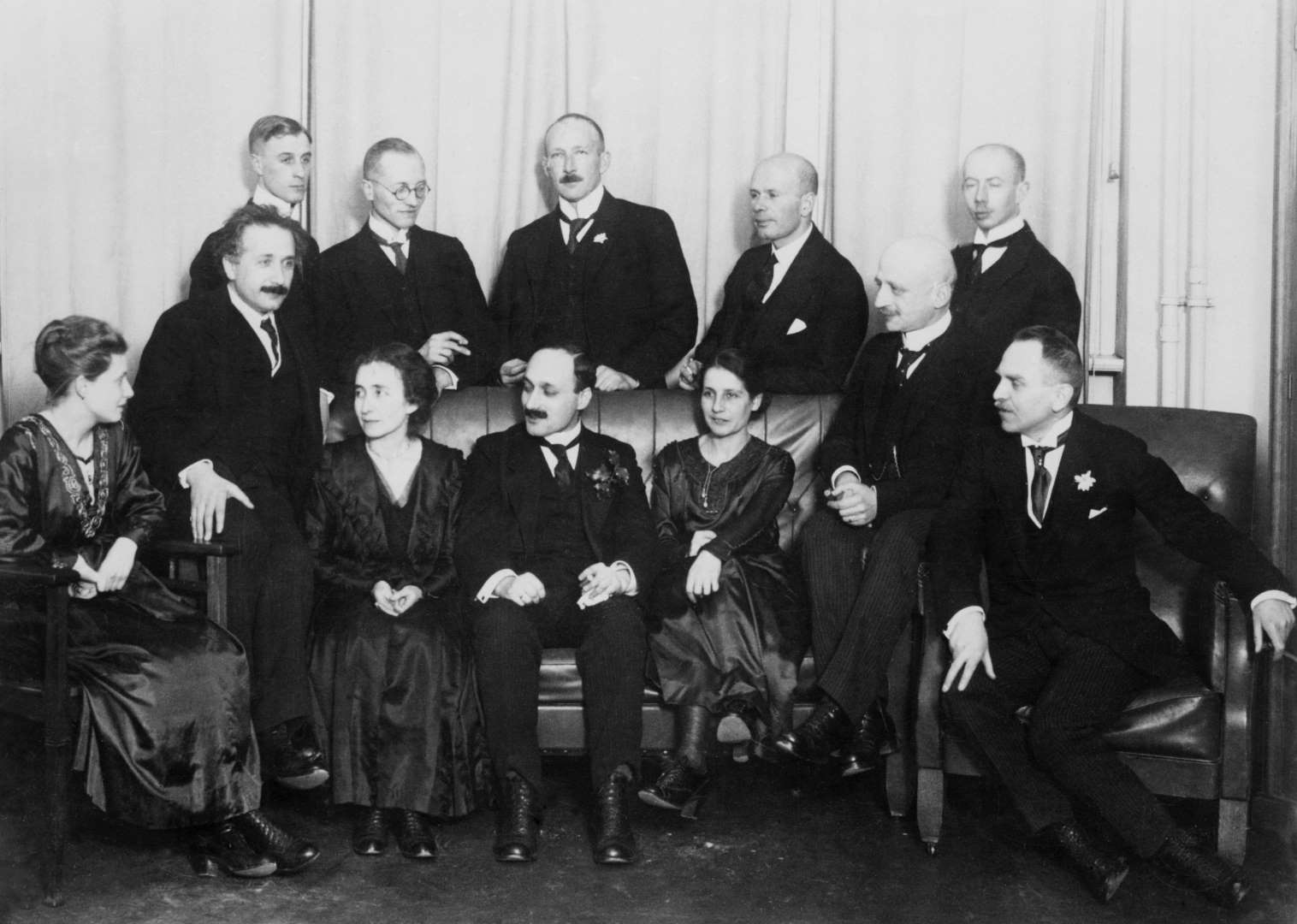
Químicos y físicos alemanes en 1920. De pie, de izquierda a derecha: Walter Grotrian, Wilhelm Westphal, Otto von Baeyer, Peter Pringsheim, Gustav Hertz.
Sentandos, de izquierda a derecha: Hertha Sponer, Albert Einstein, Ingrid y James Franck, Lise Meitner, Fritz Haber, Otto Hahn.

Grotrian era el único conferenciante privado adscrito a la Universidad de Potsdam en 1921. En 1922 fue nombrado observador en el Instituto Astronómico de Postdam (Instituto Einstein), para pasar posteriormente a trabajar en la Universidad Humboldt de Berlín. En 1941, durante el Tercer Reich, fue director general de Sociedad Alemana de Física.
Durante la Segunda Guerra Mundial sirvió como Comandante en la Wehrmacht. Con Peter Wellmann, Johannes Plendl y Karl-Otto Kiepenheuer colaboró en la creación de una red europea de estaciones de medición de la variación de las radiaciones del sol. Bajo su dirección, la "Funknachrichten-Kompanie" (Compañía de Radiodifusión de Noticias) añadió en sus emisoras personal dedicado a realizar observaciones sobre la ionosfera.
En 1940 fue en comisión de servicio (por entonces pertenecía a la Luftwaffe) a la Noruega ocupada, para establecer contactos con los físicos locales, en particular con el observatorio de la ionosfera de Tromsø, a la vez que Svein Rosseland visitaba Oslo. Este hecho después fue comparado con el papel de Heisenberg en 1941 ante Niels Bohr en Copenhague y fue un punto de conflicto en su correspondencia con Lise Meitner, con quien quería renovar su antigua amistad después de la guerra en 1947.
Grotrian se ocupaba principalmente de la espectroscopía y su aplicación para explicar fenómenos astrofísicos. Su obra más importante data de 1928, cuando publicó "Graphische Darstellung der Spektren von Atomen und Molekülen mit 1, 2 und 3 Valenzelektronen" (Representación gráfica de los espectros de los átomos y moléculas con 1, 2 y 3 de valencia), ideando los Diagramas de Grotrian que se siguen utilizando en la actualidad. 
Realizó un segundo descubrimiento importante mediante el uso de los datos que había recopilado en 1929 en una expedición a Sumatra con Erwin Freundlich, dando una explicación física correcta del espectro de la corona solar y una estimación de su temperatura en más de un millón de grados centígrados.
Para ello, estudió las líneas de emisión de la luz de la corona solar en la región verde del espectro, centrándose en unas líneas de emisión que no podían ser atribuidas a ningún elemento químico conocido (por lo que se pensó en la existencia de un nuevo elemento químico, al que los científicos nombraron "coronium"). Grotrian y el sueco Bengt Edlén demostraron que las dos líneas de emisión observadas surgen de átomos de hierro que han perdido por término medio la mitad de sus 26 electrones.
También descubrió que las nubes de polvo interestelar pueden explicar el fenómeno de la luz zodiacal.

## Eponimia
- El cráter de impacto Grotrian en la Luna
- El diagrama de Grotrian, utilizado en espectroscopia atómica para mostrar las transiciones de los electrones entre niveles de energía atómica.